# Wintersun
Wintersun – fiński zespół melodic death metalowy, założony przez Jariego Mäenpää – byłego frontmana grupy Ensiferum. Teksty ich utworów dotyczą życia, zmian, emocji, halucynacji oraz snów.
W 2004 Wintersun był jednoosobowym projektem Jariego Mäenpää. Wydał on wtedy debiutancki album Wintersun, który stał się przyczyną jego odejścia z Ensiferum. Album został wydany 13 września 2004 przez Nuclear Blast. Jari Mäenpää śpiewał, grał na gitarach elektrycznej i basowej oraz na syntezatorze, napisał muzykę, teksty i zajął się całą produkcją. Wspomagany był jedynie przez perkusistę, Kaia Hahto.

## Dyskografia
| 2004                           | Wintersun - Data: 13 września 2004 - Wydawca: Nuclear Blast       | — | —  | —  | —  |
| 2012                           | Time I - Data: 19 października 2012 - Wydawca: Nuclear Blast      | 2 | 33 | 26 | 21 |
| 2017                           | The Forest Seasons - Data: 21 lipca 2017 - Wydawca: Nuclear Blast | 1 | 20 |    |    |
| "—" pozycja nie była notowana. |                                                                   |   |    |    |    |

| Rok  | Tytuł                                                                        |
| ---- | ---------------------------------------------------------------------------- |
| 2004 | Winter Madness (demo) - Data: 18 lipca 2004 - Wydawca: brak (wydanie własne) |
| 2006 | Wintersun: Tour Edition (DVD) - Data: czerwiec 2006 - Wydawca: Nuclear Blast |